# Ciporang (Kuningan)
Ciporang is een bestuurslaag in het regentschap Kuningan van de provincie West-Java, Indonesië. Ciporang telt 7095 inwoners (volkstelling 2010).